# Norrbottens idrottsgala
Norrbottens idrottsgala, är en sedan år 2012 årligen återkommande fest, som äger rum i Norrbotten. Under festen hyllas idrotten i länet, både elit- och ungdomsidrott, och flera priser delas ut till aktiva, supportrar, ledare och eldsjälar för insatser under föregående år.
Galan anordnas av Norrbottens idrottsförbund, Riksidrottsförbundets distriktsorganisation, i samarbete med lokala företag, kommuner och organisationer.
Galan ställdes in 2017 på grund av brist på resurser, både personella och monetära. Galan verkar inte ha återkommit.

## Plats
- 2012: 5 maj, Kalix folkets hus, Kalix. 300 gäster.
- 2013: 5 maj, Piteå Havsbad, Piteå. 250 gäster.
- 2014: 10 maj, Luleå Energi Arena, Luleå, 380 gäster.
- 2015: 25 april, Luleå Energi Arena, Luleå, 360 gäster.
- 2016: 14 maj, Luleå Energi Arena, Luleå.

## Priser
De priser som delas ut 2016 gäller idrottsåret 2015.

### Årets kvinnliga idrottare
- 2012: Charlotte Kalla, Tärendö IF, längdskidåkning.[2]
- 2013: Ingela Lundbäck, Luleå pingisförening.[3]
- 2014: Charlotte Kalla, Piteå Elit, längdskidåkning.[4]
- 2015: Charlotte Kalla, Piteå Elit, längdskidåkning.[5]
- 2016: Charlotte Kalla, Piteå Elit, längdskidåkning.[6]

### Årets manliga idrottare
- 2012: Marcus Hellner, Gällivare Skidallians, längdskidåkning.[2]
- 2013: Petter Nårsa, Moskosels SK, skotersport.[3]
- 2014: Alexander Majorov, Luleå Konståkningsklubb, konståkning.[4]
- 2015: Marcus Hellner, Gellivare Skidallians, längdskidåkning.[5]
- 2016: Joel Lassinantti, Luleå hockey, ishockey.[6]

### Årets lag
- 2012: Luleå Hockey.[2]
- 2013: Luleå Hockey.[3]
- 2014: Luleå Hockey.[4]
- 2015: Northland Basket.[5]
- 2016: Piteå IF Dam, Fotboll.[6]

### Årets prestation
- 2012: Sofia Mattsson, Gällivare SK, brottning.[2]
- 2013: Peter Vikström, Piteå Tennisklubb.[3]
- 2014: Sofia Mattsson, Gällivare SK, brottning.[4]
- 2015: Charlotte Kalla, Piteå Elit, längdskidåkning.[5]
- 2016: Piteå IF, Fotboll.[6]

### Årets tränare/ledare
- 2012: Joakim Abrahamsson, förbundskapten skidlandslaget.[2]
- 2013: Roger Rönnberg, Huvudtränare juniorkronorna, ishockey.[3]
- 2014: Lars ”Brolla” Svensson, Luleå, fotboll.[4]
- 2015: Jens Tillman, Northland Basket.[5]
- 2016: Jens Tillman, Northland Basket (numera Luleå Basket).[6]

### Årets barn- och ungdomsledare
- 2014: David Visscher, Gammelstad, basket.[4]
- 2015: Lena Thuresson, OK Renen, orientering[5]
- 2016: Lena Revholm, Luleå Simsällskap, parasport.[6]

### Årets eldsjäl
- 2012: Jampa Eriksson, Höken Basket.[2]
- 2013: Erik Bergsten, Älvsby HMK.[3]
- 2014: Tomas Karlsson, Råneå BK.[4]
- 2015: Eva Lindmark, Luleå kanotpoloförening Isbrytarna.[5]
- 2016: Joakim Lakso, Luleå atletklubb.[6]

### Årets förening
- 2012: Assi IF.[2]
- 2013: Överkalix IF.[3]
- 2014: Kiruna FF, fotboll.[4]
- 2015: Kiruna IF, ishockey.[5]
- 2016: Boden United, fotboll, basket, badminton och volleyboll.[6]

### Årets idrottskommun
- 2012: Piteå kommun.[2]
- 2013: Luleå kommun.[3]
- 2014: Jokkmokk kommun.[4]
- 2015: Luleå kommun.[5]
- 2016: Jokkmokk kommun.[6] (Årets kommunala utvecklingsinsats)

### Årets nykomling
- 2012: Alexander Majorov, Luleå Konståkningsklubb.[2] (Årets junior)
- 2013: Sofia Henriksson, Strömnäs GIF, längdskidåkning.[3] (Årets junior)
- 2014: Ylva Stålnacke, Kiruna, alpint.[4]
- 2015: Sofia Henriksson, Piteå Elit, längdskidåkning.[5]
- 2016: Ronja Aronsson, Piteå IF, fotboll.[6]

### Folkets röst
Pristagaren utses av allmänheten som får rösta.
 Priset delades för första gången ut 2014.
- 2014: Charlotte Kalla, Piteå Elit, längdskidåkning.[4]
- 2015: Dressyrlaget, Piteå Rid- och Körsällskap.[5]
- 2016: Wilma Marklund, Piteå Ridklubb, hästhoppning.[6]

### Årets fair play
- 2012: Öjeby Atletklubb.[2]
- 2013: Sofia Henriksson, Strömnäs GIF, längdskidåkning.[3]